# Eugeniusz Czykwin
Eugeniusz Czykwin (Orla; 12 de Setembro de 1949 — ) é um político da Polónia. Ele foi eleito para a Sejm em 25 de Setembro de 2005 com 14181 votos em 24 no distrito de Białystok, candidato pelas listas do partido Democratic Left Alliance.
Ele também foi membro da PRL Sejm 1985-1989, PRL Sejm 1989-1991, Sejm 1991-1993, Sejm 2001-2005, Sejm 2005-2007, Sejm 2007-2011, Sejm 2011-2015, and Sejm 2019-2023.